# Męczennica miłości
Męczennica miłości (ang. Way Down East) – amerykański niemy film w reżyserii D.W. Griffitha. Scenariusz oparto na sztukach: Annie Laurie Lottie Blair Parker oraz Way Down East Josepha Grismera i Williama Brady’ego. Film przedstawiający sławną w dziejach kina scenę ucieczki głównej bohaterki (granej przez Lillian Gish) na lodowej krze, która zbliża się nieuchronnie do wodospadu.

## Obsada
- Lillian Gish jako Anna Moore
- Richard Barthelmess jako David Bartlett
- Lowell Sherman jako Lennox Sanderson
- Burr McIntosh jako dziedzic Bartlett
- Kate Bruce jako matka Bartlett
- Creighton Hale jako profesor